# Mikhaïl Boubennov
Œuvres principales
Le Bouleau argenté
Mikhaïl Semionovitch Boubennov (en russe : Михаи́л Семёнович Бубенно́в), né le 21 novembre 1909 à Vtoroe Polomochnevo dans le gouvernement de Tomsk et mort le 3 octobre 1983 à Moscou est un écrivain soviétique et russe, vétéran de la Seconde Guerre mondiale, lauréat du prix Staline de 1re classe pour le premier volet du roman de guerre Le Bouleau argenté (1948),.

## Biographie
Mikhaïl Boubennov naît en 1909, dans la famille de paysans du village Vtoroe Polomochnevo (dans l'actuel kraï de l'Altaï). Après ses études secondaires en 1927, il devient enseignant, ses premières œuvres sont publiées à la même époque. En 1929, il participe au premier congrès d'écrivains de terroir de l'Union soviétique. À partir de 1930, il vit  en république socialiste soviétique autonome tatare, il est instituteur dans le village Rybnaïa Sloboda, puis, en 1933 il devient journaliste et critique littéraire. Membre de l'Union des écrivains de la république socialiste soviétique autonome tatare depuis 1939. Il est mobilisé lors de la Seconde Guerre mondiale et à partir du mois de mars 1942, il est commandant de l'unité de la 88e division des tirailleurs. Démobilisé en 1946, avec le grade de lieutenant-colonel. En 1965-1975 membre de l'Union des écrivains de la RSFS de Russie.
Son œuvre principale est le roman de guerre Le Bouleau argenté. Après la déstalinisation, les passages du livre faisant éloge au camarade Staline sont critiqués. 
Mort à Moscou, il est enterré au cimetière de Kountsevo.

## Décorations
- ordre du Drapeau rouge du Travail (1959)
- ordre de l'Amitié des peuples (1979)
- ordre de l'Étoile rouge (1944)
- médaille du Courage (1943)
- médaille pour la victoire sur l'Allemagne

## Œuvres

### Traduit en français
- Le Bouleau argenté (Traduit du russe par A. Roudnikov. 1949, 1954, Éditions du Progrès)